# Înscris oficial
Conform art. 178 alin. (2), art. 176 și art. 175 alin. (2) din Codul Penal (din 2009), înscris oficial este orice înscris care emană de la autoritățile publice, instituțiile publice sau alte persoane juridice care administrează sau exploatează bunurile proprietate publică (vezi Public) sau care aparține unei asemenea unități, precum și de la orice funcționar public.